# Západ
Pour les articles homonymes, voir Západ (homonymie).
Západ (Ouest) est un des quartiers de la ville de Košice, il correspond aux faubourgs situé à l'ouest du centre-ville.

## Transport
Les lignes de tram 5, 6, 9, R1, R2, R3, R4, R5, R6, R7, R8 passent par le quartier ainsi que le dépôt de tram pour la ville de Košice.